# Canton de Meulan-en-Yvelines
Le canton de Meulan-en-Yvelines est une ancienne division administrative française, située dans le département des Yvelines et la région Île-de-France.

## Composition
Le canton de Meulan-en-Yvelines  groupait 9 communes jusqu'en mars 2015 :
- Chapet : 1 124 habitants,
- Évecquemont : 672 habitants,
- Gaillon-sur-Montcient : 646 habitants,
- Hardricourt : 1 918 habitants,
- Les Mureaux :  31 739 habitants,
- Meulan-en-Yvelines : 8 394 habitants,
- Mézy-sur-Seine : 1 789 habitants,
- Tessancourt-sur-Aubette : 920 habitants,
- Vaux-sur-Seine : 4 369 habitants.

## Représentation

### Conseillers généraux de 1833 à 1967 (Seine-et-Oise) et de 1967 à 2015 (Yvelines)
| Période         | Période      | Identité                         | Étiquette              | Qualité |
| --------------- | ------------ | -------------------------------- | ---------------------- | --- |
| 1833            | 1835 (décès) | Charles Joseph Dupleix de Mézy   | Majorité ministérielle | Préfet, conseiller d'État, directeur général des Postes en 1816-1822, député en 1816-1822                       |
| 1835            | 1867         | Henry Lenoir Montal de Chantelou |                        | Ancien sous-préfet de Meaux et maître des Requêtes Maire de Flins, conseiller d'arrondissement                  |
| 1867            | 1877         | Jean Jacques Jules Lecomte       | Droite                 | Notaire Maire de Meulan (1860-1874, révoqué)                                                                    |
| 1877            | 1911 (décès) | Albert Jozon                     | Rad.                   | Docteur en droit, notaire Maire de Meulan (1880-1884, 1892-1894, 1909-1911)                                     |
| 1911            | 1935 (décès) | Pierre-Émile Larnaude            | Rad.                   | Industriel, propriétaire de la papeterie Larnaude, maire d'Aulnay-sur-Mauldre, propriétaire à Neuilly-sur-Seine |
| 1936            | 1940         | Raymond Bézard                   | PDP                    | Inspecteur d'assurances Maire de Meulan (1935-1940)                                                             |
|                 |              |                                  |                        | |
| 1943            | 1945         | René Delannoy                    |                        | Notaire - Maire de Maule Nommé conseiller départemental en 1943                                                 |
|                 |              |                                  |                        | |
| 1945            | 1965 (décès) | Paul Raoult (1882-1965)          | SFIO                   | Chef de service aux assurances sociales, ancien résistant, maire de Tessancourt-sur-Aubette (1944-1965)         |
| 30 janvier 1966 | 1976         | Pierre Métayer                   | SFIO puis PS           | Professeur Maire des Mureaux (1965-1977) Sénateur (1959-1967) Député (1967-1968)                                |
| 1976            | 1988         | Roger Le Toullec (1926-2015)     | PCF                    | Instituteur Maire des Mureaux (1977-1989)                                                                       |
| 1988            | 1994         | Alain Étoré (1937-2021)          | PS                     | Directeur d'école, maire des Mureaux (1989-2001)                                                                |
| 1994            | 2008         | André Cassagne                   | RPR puis UMP           | Ingénieur, maire d'Hardricourt (1977-2014) Suppléant du député Pierre Cardo                                     |
| 2008            | 2015         | Michel Vignier                   | PS                     | Médecin, conseiller municipal des Mureaux                                                                       |

### Conseillers d'arrondissement (de 1833 à 1940)
Le canton de Meulan appartenait à l'arrondissement de Versailles.
| Période                                  | Période          | Identité                                        | Étiquette   | Qualité |
| ---------------------------------------- | ---------------- | ----------------------------------------------- | ----------- | --- |
| 1833                                     | 1835             | Henry Lenoir Montal de Chantelou                |             | Ancien Sous-Préfet, propriétaire à Flins                                                                                |
| 1835                                     | 1842             | Pierre-Étienne Érambert (1773-1861)             |             | Rentier, maire de Mézy-sur-Seine                                                                                        |
| 1842                                     | 1848             | Élie-Constant Daguin                            |             | Négociant en sel, propriétaire à Thun, Meulan                                                                           |
| 1848                                     | 1871             | Charles-Alfred Guillemin                        |             | Propriétaire à Bazemont                                                                                                 |
| 1871                                     | 1877             | Célestin Mathé                                  |             | Notaire, conseiller municipal de Maule                                                                                  |
| 1877                                     | 1889             | Jean-Baptiste Pierre Henri Larnaude (1822-1898) | Républicain | Propriétaire et négociant en papier, maire d'Aulnay-sur-Mauldre                                                         |
| 1889                                     | 1897 (décès)     | Jean-Baptiste Athanase Soulier (1843-1897)      |             | Négociant en chiffons, conseiller municipal de Meulan                                                                   |
| 1897                                     | 1911 (démission) | Pierre Emile Larnaude (1856-1935)               | Radical     | Industriel papetier, maire d'Aulnay-sur-Mauldre                                                                         |
| 1er oct. 1911                            | 1934             | Alfred Lasson                                   |             | Maire de Mézy-sur-Seine (1897-1945), propriétaire avenue Marceau à Paris, Président du Conseil d'arrondissement         |
| 1934                                     | 1940             | Gustave Peupin                                  | Conc.rép.   | Entrepreneur de maçonnerie, maire de Meulan (1925-1935), propriétaire avenue Marceau à Paris, suppléant du juge de paix |
| 1940                                     |                  |                                                 |             | Les conseils d'arrondissement ont été suspendus par la loi du 12 octobre 1940 et n'ont jamais été réactivés             |
| Les données manquantes sont à compléter. |                  |                                                 |             | |

## Géographie
Le canton de Meulan-en-Yvelines s'étend sur 47 km2 dans le nord des Yvelines à cheval sur la Seine, en limite du Val-d'Oise. Au sud du fleuve, le territoire est pour l'essentiel constitué par la plaine alluviale, tandis qu'au nord il couvre la bordure sud du Vexin français, assez boisé et formant un relief accusé le long de la Seine. Le point culminant du canton se trouve dans la forêt de l'Hautil (Vaux-sur-Seine) à 191 m. Quatre communes sont d'ailleurs incluses dans le périmètre du parc naturel régional du Vexin français.
Le canton est traversé par les grandes voies de communication de la vallée de la Seine : la Seine elle-même, navigable et accessibles aux unités de 5 000 tonnes, l'autoroute A13 (sans péage) et les deux voies ferrées reliant Paris-Saint-Lazare à Mantes-la-Jolie par la rive droite et par la rive gauche de la Seine. Enfin aux Mureaux, se trouve un aérodrome à piste en herbe.
Au centre du canton les communes de Hardricourt, Meulan-en-Yvelines, et Les Mureaux forment une agglomération industrielle de 42 000 habitants. Elle s'est développée au débouché de la vallée de l'Aubette, qui facilite les communications avec le plateau du Vexin au nord.

## Démographie
| 1962   | 1968   | 1975   | 1982   | 1990   | 1999   | 2006   | 2011   |
| ------ | ------ | ------ | ------ | ------ | ------ | ------ | ------ |
| 29 444 | 33 352 | 44 864 | 49 178 | 51 875 | 51 571 | 53 490 | 52 096 |